# Обстріл будинку літніх людей у Кремінній
Обстріл будинку пристарілих у місті Кремінній Луганської області відбувся 11 березня 2022 року в ході російського вторгнення в Україну. Російські війська обстріляли будинок з літніми людьми з танка, в результаті обстрілу, за повідомленням голови Луганської ОВА Сергія Гайдая, загинуло 56 осіб. 15 людей, які вижили, росіяни викрали та вивезли на окуповану територію у місто Сватове до обласного геріатричного інтернату.
20 березня генеральний прокурор України та уповноважений з прав людини повідомили про попередні висновки розслідування, які збігаються зі свідченнями С. Гайдая. Генеральна прокуратура України оголосила проти Росії звинувачення у воєнних злочинах за напад на медичний заклад. Посольство Сполучених Штатів Америки в Україні зазначило, що Росія понесе відповідальність за цей злочин.
В першій половині квітня російські телеграм-канали опублікували відео зі зруйнованого будинку пристарілих у Кремінній, на якому було видно багато обпалених тіл. The Washington Post перевірила місцезнаходження цих відео та зображень, порівнявши їх з багатьма довоєнними архівними відео та фотографіями будинку пристарілих і підтвердила їх ідентичність.